# Topolino e le meraviglie di domani
Topolino e le meraviglie di domani (The World of Tomorrow) è una storia a fumetti della Walt Disney realizzata da Bill Walsh (testi), Floyd Gottfredson (disegni) e Dick Moores (ripasso a china), pubblicata in strisce giornaliere sui quotidiani statunitensi dal 31 luglio all'11 novembre 1944.In Italia è stata pubblicata per la prima volta sui numeri dal 611 al 622 di Topolino giornale, in un periodo compreso fra il 2 novembre 1946 e il 18 gennaio 1947. Dopo questa storia Topolino perderà definitivamente i pantaloncini rossi, comparendo in seguito vestito con pantaloni e camicia.

## La storia
Topolino riceve per posta da uno scienziato un vestito invisibile che dovrebbe trasportarlo nel futuro.
Topolino lo prova e si ritrova insieme a Pluto "Nel Mondo del Domani"; un ipotetico futuro dove la gente si sposta su veicoli volanti, a scuola si studiano i film, e la criminalità non esiste più.
Tuttavia il mondo del domani non è affatto idilliaco; durante un picnic con Topolino, Minni viene rapita da Pietro Gambadilegno (presenti in una loro versione futura). Accompagnato dall'eccentrico ispettore Appiccica, Topolino inizia a indagare, ma viene catturato da Gambadilegno e dai suoi robot e trasportato, insieme a Minni, nel paese di Meccanolandia, dove gli abitanti sono tutti meccanici e gli unici umani presenti sono Gambadilegno e il Professor Specchirotti, inventore dei robot tenuto prigioniero dal criminale.
Questi spiega a Topolino che intende dominare il mondo tramite il suo esercito meccanico e sosia-robot di importanti politici, tra cui spicca un sosia meccanico di Topolino (Topolino II) e la robottina Pin-up Mimi. Interrogando il suo sosia meccanico, Topolino scopre che Pietro intende attaccare il mondo la notte stessa, inoltre scopre che il suo sosia robot lo detesta e vuole ucciderlo, ma viene salvato da Mimi, innamoratasi di lui. Con l'aiuto di Mimi, Topolino si sostituisce al suo sosia robot (nel frattempo neutralizzato) per ingannare Pietro, ma questi lo scopre. Topolino riesce comunque a riprogrammare i robot in modo che si distruggano a vicenda. Gambadilegno, furioso, tenta di uccidere Topolino con una pistola, ma Mimi fa da scudo all'amato finendo in mille pezzi.
Topolino riesce infine a sconfiggere Pietro e a consegnarlo nelle mani del professor Specchirotti, nel frattempo liberato. Tornato a casa con Pluto, Topolino fa ritorno al presente, ma alla fine della storia si risveglia nel proprio letto, lasciando così il dubbio se l'avventura è stata un sogno o no.

## Personaggi
Topolino, Pluto, Minni, Gambadilegno, Ispettore Appiccica (Inspector Clew Gluesome), Mimi, professor Specchirotti (Professor Numbspiegel), robot.